# Chattonellales
Ordre
Les Chattonellales sont un ordre d’algues de l’embranchement des Ochrophyta et de la classe des Raphidophyceae.

## Liste des familles
Selon AlgaeBase (15 mars 2022) :
- Chattonellaceae J.Throndsen
- Fibrocapsaceae Cavalier-Smith
- Haramonadaceae Cavalier-Smith
- Stroemiaceae
- Vacuolariaceae A.Luther

Selon World Register of Marine Species (15 mars 2022) :
- Chattonellaceae J.Throndsen
- Vacuolariaceae A.Luther

## Systématique
L'ordre des Chattonellales a été créé en 1993 par le phycologue Jahn Throndsen (d).